# Fascia pectoralis
 Тази статия е за приспособлението за жените от Древния Рим.  За фасцията вижте Гръдна фасция.  
Fascia pectoralis (на латински: fascia mamilla; на гръцки: strophium) e част от облеклото на жените в Древен Рим. Това е лента от плат или кожа, носен под туниката и палата, който пази и прикрива гърдите. Този вид сутиен е носен и от атлетките в древността при спорт заедно с къси гащи, подобно на днешните бикини.